# Christian Gentner
Christian Gentner (sinh ngày 14 tháng 8 năm 1985 ở Nürtingen) là một cầu thủ bóng đá người Đức hiện đang đầu quân cho VfB Stuttgart.

## Câu lạc bộ
Trước khi gia nhập VfB Stuttgart, tiền vệ trung tâm này là cầu thủ của TSV Beuren và VfL Kirchheim.
Ở mùa giải 2004-05, anh chơi 28 trận và ghi 6 bàn cho đội dự bị của Stuttgart ở giải hạng ba. Cũng trong cùng mùa giải, anh có trận ra mắt ở Bundesliga gặp Hertha Berlin vào ngày 20 tháng 2 năm 2005 (1-0).Anh ghi bàn đầu tiên ở cúp UEFA trong trận gặp NK Domazale vào ngày 25 tháng 9 năm 2005.
Vào năm 2006, Gentner gia hạn hợp đồng với VfB Stuttgart cho tới năm 2010.
Vào ngày 18 tháng 7 năm 2007, anh được đem cho VfL Wolfsburg mượn cho tới mùa hè 2009 và vào ngày 11 tháng 8 năm 2008 Gentner ký hợp đồng hẳn với Wolfsburg
.

## Thi đấu quốc tế
Gentner được triệu tập vào đội tuyển Đức vào ngày 19 tháng 5 năm 2009 để chuẩn bị cho chuyến du đấu châu Á, Gentner có trận ra mắt cho đội tuyển vào ngày 29 tháng 5 năm 2009 gặp Trung Quốc.

## Thống kê sự nghiệp

### Câu lạc bộ
Tính đến  ngày 12 tháng 4 năm 2015
| Câu lạc bộ          | Câu lạc bộ          | Câu lạc bộ          | Giải đấu   | Giải đấu   | Cúp quốc gia | Cúp quốc gia | châu Âu | châu Âu | Tổng cộng | Tổng cộng |
| Mùa giải            | Câu lạc bộ          | Giải đấu            | Trận       | Bàn        | Trận         | Bàn          | Trận    | Bàn     | Trận      | Bàn       |
| Đức                 | Đức                 | Đức                 | Bundesliga | Bundesliga | DFB-Pokal    | DFB-Pokal    | Europe  | Europe  | Total     | Total     |
| ------------------- | ------------------- | ------------------- | ---------- | ---------- | ------------ | ------------ | ------- | ------- | --------- | --------- |
| 2004–05             | VfB Stuttgart II    | Regionalliga Süd    | 28         | 6          | -            | -            | -       | -       | 28        | 6         |
| 2004–05             | VfB Stuttgart       | Bundesliga          | 1          | 0          | -            | -            | 1       | 0       | 2         | 0         |
| 2005–06             | VfB Stuttgart       | Bundesliga          | 23         | 1          | 2            | 0            | 6       | 1       | 31        | 2         |
| 2006–07             | VfB Stuttgart       | Bundesliga          | 15         | 0          | 1            | 0            | -       | -       | 16        | 0         |
| 2007–08             | VfL Wolfsburg       | Bundesliga          | 31         | 3          | 5            | 1            | -       | -       | 36        | 4         |
| 2008–09             | VfL Wolfsburg       | Bundesliga          | 34         | 4          | 3            | 1            | 8       | 1       | 45        | 6         |
| 2009–10             | VfL Wolfsburg       | Bundesliga          | 34         | 4          | 2            | 0            | 12      | 3       | 48        | 7         |
| 2010–11             | VfB Stuttgart       | Bundesliga          | 31         | 5          | 2            | 0            | 9       | 3       | 42        | 8         |
| 2011–12             | VfB Stuttgart       | Bundesliga          | 28         | 5          | 4            | 0            | -       | -       | 32        | 5         |
| 2012–13             | VfB Stuttgart       | Bundesliga          | 34         | 5          | 6            | 2            | 12      | 2       | 52        | 9         |
| 2013–14             | VfB Stuttgart       | Bundesliga          | 28         | 4          | 2            | 0            | 3       | 1       | 33        | 5         |
| 2014–15             | VfB Stuttgart       | Bundesliga          | 26         | 4          | 1            | 0            | 0       | 0       | 27        | 4         |
| Tổng cộng sự nghiệp | Tổng cộng sự nghiệp | Tổng cộng sự nghiệp | 313        | 41         | 28           | 4            | 51      | 11      | 382       | 56        |

## Cá nhân
Anh trai anh Thomas Gentner chơi cho Stuttgarter Kickers.

## Danh hiệu
- Vô địch:Bundesliga 2008-09